# Odczynnik Nesslera

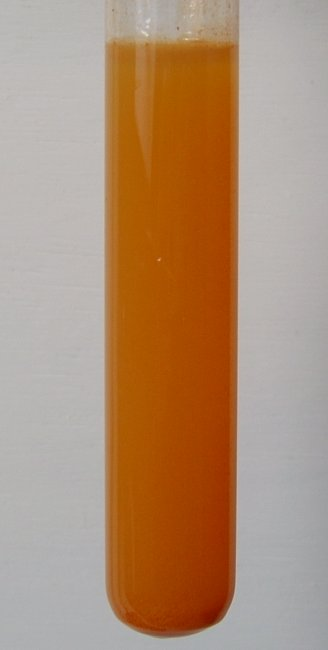
Pozytywny wynik próby Neßlera

Odczynnik Neßlera (Nesslera) – zasadowy roztwór tetrajodortęcianu(II) potasu, K2[HgI4], stosowany głównie jako odczynnik chemiczny do wykrywania jonów amonowych, NH4+. Próbę należy prowadzić w roztworach alkalicznych lub obojętnych, gdyż kwasy rozkładają K2[HgI4] do HgI2. Odczynnik ten został opracowany przez niemieckiego chemika Juliusa Neßlera (1827–1905).
Sposoby przygotowania odczynnika: 
1. Jodek rtęci(II) (HgI2) rozpuszcza się w roztworze jodku potasu KI. Otrzymany roztwór rozcieńcza się i dodaje stałego lub 6 M roztworu wodorotlenku potasu (KOH). Powstały ewentualnie osad oddziela się przez dekantację. Odczynnika nie należy długo przechowywać.
2. Do roztworu chlorku rtęci(II) (HgCl2) dodaje się jodku potasu do wytrącenia i dalej do rozpuszczenia osadu jodku rtęci(II). Otrzymany roztwór alkalizuje się dodatkiem stałego wodorotlenku potasu.

## Oznaczanie jonów amonowych
Próba Neßlera, obok metody indofenolowej, jest jedną z podstawowych metod chemicznych oznaczania amoniaku i soli amonowych.
W wyniku reakcji z jonami amonowymi powstaje jodek zasady Millona: 
NH+
4 + 2[HgI
4]2−
 + 4OH−
 → [Hg
2N]I + 7I−
 + 4H
2O
Żółte zabarwienie roztworu lub w większych stężeniach wytrącenie brunatnego osadu jest dowodem obecności jonów amonowych. Reakcja jest bardzo czuła.
Analiza spektrofotometryczna uzyskanych roztworów pozwala na ilościowe określenie stężenia amoniaku lub soli amonowych. Pomiar absorbancji wykonuje się przy 420–450 nm. Analizę można też wykonać kolorymetrycznie, za pomocą prostego kolorymetru o nazwie Nessleryzer.

## Inne zastosowania

### Detekcja aldehydów i ketonów
Odczynnik Neßlera pozwala też na wykrywanie aldehydów i ketonów, np. jako zanieczyszczeń eteru dietylowego. Przy pozytywnym wyniku pojawia się słaba opalescencja roztworu.

### Preparatyka
Reakcja odczynnika Neßlera z acetylenem prowadzi do wytrącenia bezpostaciowego acetylenku rtęci(II), HgC2 (prawdopodobnie w formie hydratu 3HgC2·H2O), o właściwościach wybuchowych.